# Bobok

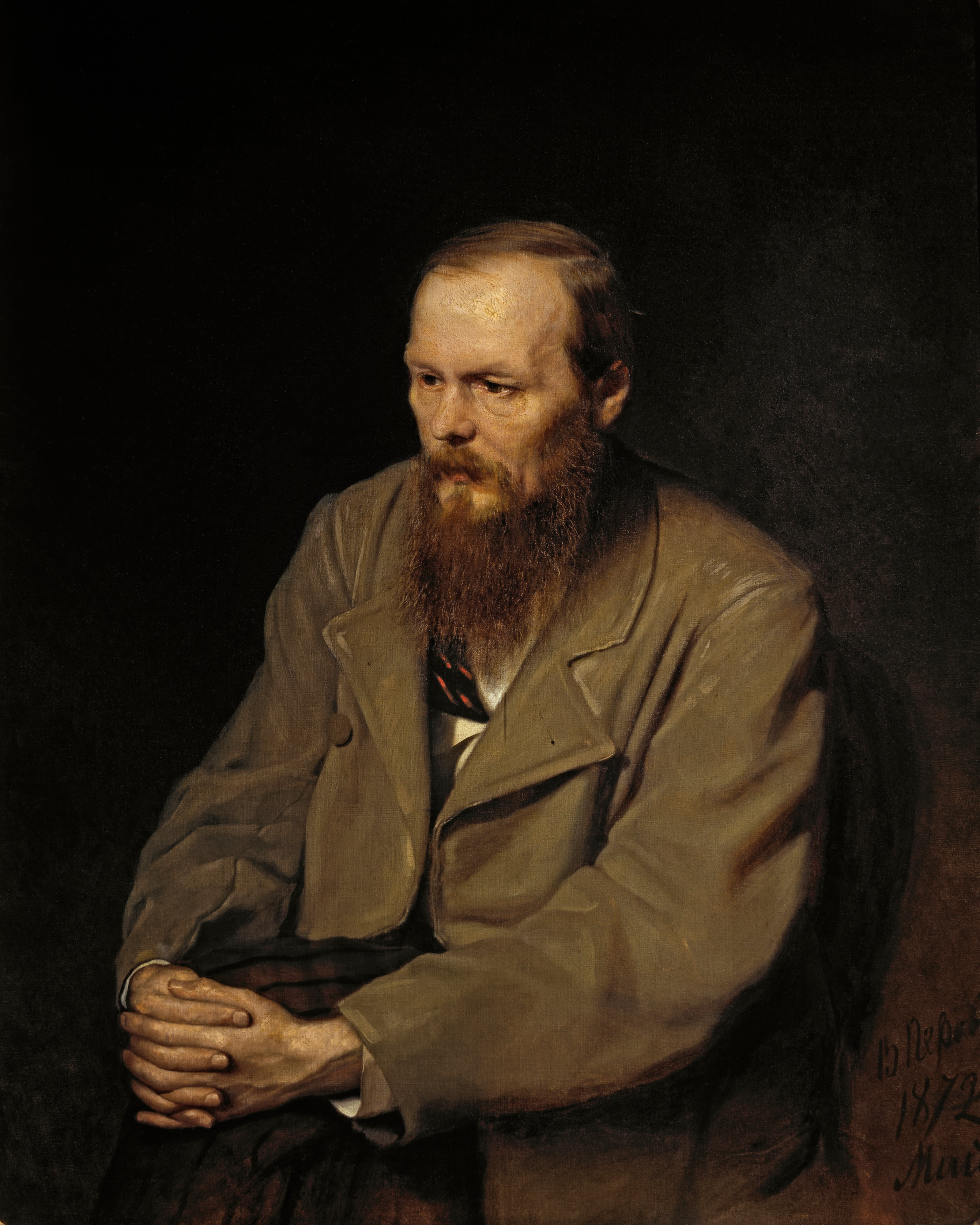
Fiódor Dostoievski el 1872 un any abans de la publicació de Bobok

Bobok o Bobok (Apunts d'un individu) és un relat fantàstic de l'escriptor rus Fiódor Dostoievski publicat al "Diari d'un escriptor" el febrer de 1873 al diari "Гражданин" (Ciutadà), en el que el literat Ivan Ivànitx conta sobre un diàleg que va escoltar entre els morts d'un cementiri. Els qui encara estant ja diversos metres sota terra es dediquen a recordar els plaers sensuals de la vida i continuen voluntàriament subjectes als rols que complien en societat.

## Sinopsi
Aquesta sàtira social comença amb un petit aclariment a manera de pròleg en la que l'autor explica que contarà els records d'algú. El conte exposat a continuació sota el subtítol Apunts d'un individu (en rus, "Zapinski odnogo lica") està relatat en primera persona per Ivan Ivànitx, narrador protagonista que, en principi, presenta idees aparentment inconnexes i confuses on es tracta el tema de la bogeria, l'estil literari, el realisme i la idiotesa humana. Totes aquestes dades constitueixen indicis per al lector, que a partir d'ells pot especular sobre la vida d'Ivan Ivànitx, qui se'ns presenta com un home lliurat a la beguda, però sobre el qual no es pot conèixer la seva lucidesa en el moment en què va succeir el que relata, donada l'ambigüitat amb la qual la dada del seu alcoholisme és presentada.
Tot seguit, el narrador conta que davant el canvi que està patint, va sortir per distreure's i es va creuar amb l'enterrament. Com que la seva presència no era desitjada per la família del difunt, va decidir no assistir al rèquiem. Es va quedar al cementiri, lliurat als seus pensaments, fins que les seves meditacions van ser interrompudes per veus ofegades que provenien de les tombes per les que es trobava envoltat. A continuació, el narrador es dedica a exposar i comentar el diàleg que van mantenir els morts fins al moment en què el seu esternut els va alertar que un viu els escoltava i van decidir callar, deixant a qui va assistir a la revelació de la puerilitat de la mort completament atordit i desconsolat, obsessionat per descobrir més sobre aquesta vida de la consciència després de la mort i sobre "bobok", la paraula que repeteixen aquells difunts que, al caire de la descomposició, cauen en un estat de letàrgia i s'aproximen a la fi de tot el conegut fins aleshores.

## El diàleg dels morts
La conversa entre els morts resulta fluida, i es destaca per la varietat de veus, moltes vegades anònimes, que intervenen per expressar comentaris o murmurar incoherències. En principi la xerrada és sostinguda per tres personatges (l'orgullós general-major Vassili Vassíliev Pervoiédov, el servicial funcionari Lebeziátnikov i Avdòtia Ignàtievna) els qui al costat d'altres morts acaben discutint sobre la igualtat que implica la mort i sobre aquest nou ordre al qual estan subjectes. Amb el desvetllament dels morts nous, aquells que han estat enterrats fa poc, la xerrada es reanima i se sumen nous personatges, entre ells Taràssovitx, un conseller d'estat, autoritari, desdenyós i llibertí, Piotr Petróvitx Klinévitx, un baró folgós i sensual, i Katix Berestova, una senyoreta entusiasta. A aquests personatges se'ls explica que l'error dels vius és creure que la mort és definitiva quan de fet per l'espai d'uns tres a sis mesos hi ha un termini en què la consciència segueix viva, després del qual es troba "*bobok": la fi, la paraula repetida per aquells que estan a punt de desaparèixer. En saber això, les noves veus proposen un canvi en la situació: ja que tenen un temps extra, cal divertir-se. Atès que, afirma Kliniévitx, la vida i la mentida són sinònims, ja morts, cal dir únicament la veritat per a poder riure's. Proposa despullar-se i exposar la veritat més desvergonyida, atès que ja no en tenen res a perdre. La proposició és acceptada amb guirigall pels altres morts, i principalment per les dones, doncs volen despullar-se del pudor; l'únic que s'oposa és el general Pervoiédov, que vol fer valer el seu anterior títol per imposar ordre. Però Piotr Petróvitx s'encarrega de recordar-li que sota terra els títols no valen res, amb la qual cosa la gatzara s'incrementa exponencialment fins al moment de l'esternut.
Tot això deixa Ivan Ivànitx escandalitzat i intrigat, amb la certesa que hi ha entre els morts un secret que pretenen ocultar als mortals, i amb la ferma resolució de seguir intentant escoltar els morts per descobrir aquest secret i conèixer les seves històries.